# Championnats du monde de snowboard 1996
Les championnats du monde de snowboard 1996 se tiennent à Lienz (Autriche).

## Résultats

### Hommes
| Épreuves         | Or                         | Argent                   | Bronze                       |
| ---------------- | -------------------------- | ------------------------ | ---------------------------- |
| Slalom Parallèle | Ivo Rudiferia, Italie      | Rainer Krug, Allemagne   | Helmut Pramstaller, Autriche |
| Slalom G         | Jeff Greenwood, États-Unis | Mike Jacoby, États-Unis  | Helmut Pramstaller, Autriche |
| Halpipe          | Ross Powers, États-Unis    | Lael Gregory, États-Unis | Rob Kingwill, États-Unis     |

### Femmes
| Épreuves         | Or                              | Argent                       | Bronze                     |
| ---------------- | ------------------------------- | ---------------------------- | -------------------------- |
| Slalom Parallèle | Marion Posch, France            | Marcella Boerma, Pays-Bas    | Sondra Van Ert, États-Unis |
| Slalom G         | Karine Ruby, France             | Manuela Riegler, Autriche    | Sondra Van Ert, États-Unis |
| Halfpipe         | Carolien van Kilsdonk, Pays-Bas | Annemarie Uliasz, États-Unis | Cammy Potter, États-Unis   |

## Tableau des médailles
| Rang | Nation     | Or | Argent | Bronze | Total |
| ---- | ---------- | -- | ------ | ------ | ----- |
| 1    | États-Unis | 2  | 3      | 4      | 9     |
| 2    | France     | 2  | 0      | 0      | 2     |
| 3    | Pays-Bas   | 1  | 1      | 0      | 2     |
| 4    | Italie     | 1  | 0      | 0      | 1     |
| 5    | Autriche   | 0  | 1      | 2      | 3     |
| 6    | Allemagne  | 0  | 1      | 0      | 1     |